# Julian Kawalec
Julian Kawalec (n. 11 octombrie 1916, Varșovia, Polonia - d. 30 septembrie 2014, Cracovia, Polonia) a fost un scriitor, publicist, eseist și poet polonez.
A absolvit facultatea de filologie din cadrul Universității Jagiellone din Cracovia. În timpul ocupației germane, căutat de Gestapo, se refugiază. Ca ziarist și reporter a colaborat la Agenția Poloneză de Presă din Lublin, la „Echa Krakowa” (1946-1949), „Gazeta Krakowska” (1949-1951), Polskie Radio (1951-1956), „Wieści” (1957-1968), „Chłopska Droga” (1968-1976). A debutat, relativ tîrziu, în 1947, cu povestirea Śmierć Baśki.

## Opera literară

### Romane
- Ziemi przypisany (1962)
- W słońcu (1963)
- Zagubiony (1963-1964)
- Szukam domu (1968)
- Wezwanie (1968)
- Przepłyniesz rzekę (1973)
- Oset (1977)
- Szara aureola (1973)
- Ukraść brata (1982)
- W gąszczu bram (1989)
- Harfa Gorców (1999)

### Volume de povestiri
- Ścieżki wśród ulic (1957)
- Blizny (1960)
- Zwalony wiąz (1962)
- Czarne światło (1965)
- Marsz weselny (1966)
- Opowiadania wybrane (1968)
- Wielki festyn (1974)
- Pierwszy białoręki (1979)
- Nie będzie czasu na strach (1980)
- Gitara z rajskiej czereśni (1990)
- Imieniny (1996)